# Bill May
William May, detto Bill (Syracuse, 18 gennaio 1979), è un nuotatore artistico statunitense.

## Biografia
Grande sostenitore della presenza maschile nel nuoto sincronizzato, a Bill May è stato impedito di prendere parte alle Olimpiadi di Atene 2004 per questioni di genere.
Con l'introduzione del duo misto, formato da un uomo e da una donna, ai Campionati mondiali di nuoto di Kazan' 2015 ha vinto la medaglia d'oro nel programma tecnico di questa specialità, gareggiando in coppia con Christina Jones. Nel programma libero ha invece vinto l'argento. Durante i mondiali di Budapest 2017 ha vinto la medaglia di bronzo nel duo misto tecnico in coppia con Kanako Spendlove.
Ha lavorato per il Cirque du Soleil in O.

## Palmarès
- Mondiali

Kazan 2015: oro nel duo misto (programma tecnico) e argento nel duo misto (programma libero).
Budapest 2017: bronzo nel duo misto (programma tecnico e libero).
Fukuoka 2023: argento nel combined.
Doha 2024: bronzo nella gara a squadre acrobatico.

### Coppa del Mondo
- 1 podio:
  - 1 terzo posto (1 nella gara a squadre)

## Riconoscimenti
- Atleta dell'anno FINA: 2015